# Jahresarbeitsverdienst
Der Jahresarbeitsverdienst ist eine Rechengröße in der deutschen gesetzlichen Unfallversicherung und dient zur Berechnung der Höhe von Leistungen wie der Verletztenrente.

## Allgemeine Berechnung
Nach § 82 SGB VII berechnet sich der Jahresarbeitsverdienst im Regelfall aus dem gesamten Arbeitsentgelt (§ 14 SGB IV) und Arbeitseinkommen (§ 15 SGB IV) der letzten zwölf Kalendermonate vor dem Versicherungsfall. Entsteht durch einen nach dem Versicherungsfall gültig werdenden Tarifvertrag ein rückwirkender Gehaltsanspruch, zählt auch dieser zum Jahresarbeitsverdienst. Bestehen in den letzten zwölf Kalendermonaten Lücken aufgrund fehlenden Arbeitsentgelts oder Arbeitseinkommens, werden diese Lücken mit dem Durchschnittsentgelt bzw. Einkommen der restlichen Zeiten aufgefüllt.
Bei einem Versicherungsfall von Zeitsoldaten, Wehr- und Zivildienstleistenden, Entwicklungshelfern, Tätigkeit im Zivilschutz und Teilnahme an Bundesfreiwilligendienst oder internationalem Jugendfreiwilligendienst wird, falls es günstiger ist, stattdessen das fiktive Einkommen der letzten Beschäftigung vor Dienstantritt herangezogen. Tritt der Versicherungsfall innerhalb eines Jahres nach Beendigung der Berufsausbildung ein, wird die Ausbildungsvergütung ebenso nicht berücksichtigt, falls es günstiger ist. Einkommen von Gefangenen zählt grundsätzlich nicht zum Jahresarbeitsverdienst.
Hat ein Beamter kein Anspruch auf Unfallbeihilfe nach beamtenrechtlichen Vorschriften, gilt als Jahresarbeitsverdienst der Jahresbetrag der ruhegehaltfähigen Dienstbezüge, die der Berechnung eines Unfallruhegehalts zugrunde zu legen wären. Das Gleiche gilt bei Berufssoldaten.
Für den Jahresarbeitsverdienst gelten nach § 85 SGB VII Mindest- und Höchstgrenzen. Der Jahresarbeitsverdienst beträgt mindestens 40 Prozent der Bezugsgröße bei Jugendlichen und 60 Prozent der Bezugsgröße bei Erwachsenen. Die Höchstgrenze beträgt das Doppelte der Bezugsgröße; eine Satzung kann hier eine höhere Grenze bestimmen.

## Besondere Berechnung
Bei pflichtversicherten Selbständigen, kraft Satzung versicherten Unternehmern und deren Ehegatten sowie freiwillig in der gesetzlichen Unfallversicherung versicherten Personen gelten die allgemeinen Regeln nicht, stattdessen richtet sich die Berechnung hier nach der jeweiligen Satzung des Unfallversicherungsträgers. (§ 83 SGB VII)
Bei Kindern unter sechs Jahren beträgt der Jahresarbeitsverdienst ein Viertel der Bezugsgröße, bei Kindern zwischen 6 und 14 Jahren ein Drittel der Bezugsgröße. (§ 85 SGB VII)
Wäre die Höhe des Jahresarbeitsverdienstes grob unbillig, wird er in billigem Ermessen festgesetzt. (§ 87 SGB VII)

## Neufestsetzung
Unter bestimmten Umständen kann der Jahresarbeitsverdienst nach § 90 SGB VII später neu festgesetzt werden.
Dies ist etwa dann der Fall, wenn der Versicherungsfall noch vor oder während der Schul- oder Berufsausbildung eintritt. Dann wird, wenn es günstiger ist, der Jahresarbeitsverdienst am Tag des fiktiven Abschlusses der Ausbildung neu festgesetzt und dabei ein fiktives Einkommen zugrunde gelegt, das eine vergleichbare Person in diesem Beruf erzielt hätte. Die allgemeinen Regelungen über den Jahresarbeitsverdienst sind hierbei nach billigem Ermessen entsprechend anzuwenden. (§ 91 SGB VII) Tritt der Versicherungsfall vor dem 30. Lebensjahr auf, wird bis zum 30. Lebensjahr der Jahresarbeitsverdienst neu festgesetzt entsprechend der fiktiven Lohnentwicklung im Beruf. Wird eine Person durch den Versicherungsfall erwerbsunfähig, gilt diese Regelung unbefristet.
Kann der spätere Beruf nicht mehr festgestellt werden, weil der Versicherungsfall vor Beginn der Berufsausbildung eingetreten ist, beträgt der Jahresarbeitsverdienst ab dem 21. Lebensjahr 75 Prozent und ab dem 25. Lebensjahr 100 Prozent der Bezugsgröße.

## Jahresarbeitsverdienst in der Landwirtschaft
In der Landwirtschaft gelten nach § 93 SGB VII Sonderregelungen.
Bei landwirtschaftlichen Unternehmern und ihren Ehegatten wird der Jahresarbeitsverdienst pauschalisiert, ausgehend vom Betrag von 19.115 DM im Jahr 1996 wird er seitdem jährlich angepasst. Besteht Anspruch auf eine Rente auf unbestimmte Zeit aufgrund eines MdE von 50 oder mehr, erhöht sich dieser Betrag um 25 Prozent bei einem MdE von bis zu 75 und 50 Prozent bei einem MdE von 75 oder höher. Für Familienangehörige gilt die (von der Bezugsgröße abgeleitete) Mindestgrenze des Jahresarbeitsverdienstes.
Unter bestimmten Umständen wird der obige Jahresarbeitsverdienst verringert. Abgezogen werden:
- 65 Prozent, wenn der Versicherungsfall nach dem 75. Lebensjahr eingetreten ist.
- 50 Prozent, wenn der Versicherungsfall nach dem 70. Lebensjahr eingetreten ist.
- 35 Prozent, wenn der Versicherungsfall nach dem 65. Lebensjahr eingetreten ist oder der Versicherte Anspruch auf vorzeitige Altersrente, Erwerbsminderungsrente, Witwenrente, Überbrückungsgeld oder Produktionsaufgaberente hat.